# Vénès
 Vénès  là một xã thuộc tỉnh Tar trong vùng Occitanie ở phía nam nước Pháp. Xã này nằm ở khu vực có độ cao trung bình 247 mét trên mực nước biển.
Sông Dadou chảy qua thị trấn.